# سابرينا برايان
ريبا سابرينا هينوجوس (بالإنجليزية: Sabrina Bryan)‏ (ولدت في 16 سبتمبر 1984) معروفة باسم سابرينا بريان، مغنية، ممثلة، ومؤلفة، وكاتب أغاني، ومصمم أزياء، ومصمم رقصات، وراقصة، وشخصية تلفزيونية أمريكية.

## روابط خارجية
- سابرينا برايان على موقع IMDb (الإنجليزية)
- سابرينا برايان على موقع ألو سيني (الفرنسية)
- سابرينا برايان على موقع ميوزك برينز (الإنجليزية)
- سابرينا برايان على موقع أول موفي (الإنجليزية)
- سابرينا برايان على موقع إن إن دي بي (الإنجليزية)
- سابرينا برايان على موقع قاعدة بيانات الفيلم (الإنجليزية)
- سابرينا برايان على موقع كينوبويسك (الروسية)